# Siegfried Askinasy
Siegfried Askinasy (en ruso: Зигфрид Ашкинази; Odesa, Imperio ruso, 25 de abril de 1880-México, D.F., 29 de agosto de 1939) fue un sociólogo ucraniano que realizó múltiples investigaciones sobre estética, historia y crítica del arte, literatura, historia, economía y demografía.

## Primeros años
José Siegfried Askinazy nació en Odesa, ciudad donde hizo sus primeros estudios y terminó la carrera de comercio. En sus años de juventud entró a la marina y llegó a ser oficial del barco "Duquesa Olga". Su primer artículo, "¿Qué es el arte?", se publicó en Odesa en 1897. En 1902 decidió dedicarse a la música, en particular a la obra de Richard Wagner. De joven simpatizó con el Partido Socialista Revolucionario. En 1904 ingresó a la Universidad de Leipzig, donde estudió el doctorado en filosofía bajo la dirección de Wilhelm Wundt. Obtuvo el grado de doctor en filosofía en 1907. Luego, ya en San Petersburgo, decidió dedicarse profesionalmente a la crítica de arte, tema sobre el cual dictó conferencias y organizó exposiciones, en particular sobre el teatro y la estética de Wagner (véase su libro Vida y obra de Richard Wagner, de 1914).
En noviembre de 1908 conoció en una conferencia a su futura esposa, Anna Farbstein, quien trabajaba en un comité de la Cruz Roja que luchaba a favor de los presos políticos. En una estancia de cuatro años en Múnich (1910-1914), donde continuó estudiando a Wagner, Askinasy conoció las recientes investigaciones sexológicas de Otto Weininger e inició sus estudios de la literatura del Siglo de Oro español.
De nuevo en San Petersburgo, publicó el libro Ensayos sobre el arte, varios ensayos sobre el teatro de Calderón de la Barca, sobre la tragedia griega y sobre el libro Sexo y carácter, de Weininger. Miembro del Partido Socialista Revolucionario desde 1898, Askinasy fue corresponsal de guerra del Correo de la Cruz Roja, dirigió el diario El Voluntario. En 1917 fue elegido diputado del Soviet de Soldados de Petrogrado. Allí, el gobierno le encargó averiguar la opinión de los soldados sobre la guerra, para lo cual les pidió a un grupo de éstos que le anotaran preguntas sobre la guerra, que el trataría de contestar. Publicó los resultados en Un año en las trincheras (Petrogrado, 1917).

## Exilio de Rusia
El 8 de noviembre de 1917 salió definitivamente de Rusia (y nunca más volvió) rumbo a Parquiyarvi, el Lago del Diablo, en la frontera en Finlandia. Allí, escribió en ruso La inteligencia rusa desde Pestel a Lenin, que no vio la luz, y El origen del bolchevismo (que se publicó en Helsingfords, Finlandia, en 1919. En este último se interesó en los orígenes de las revoluciones sociales: Espartaco en la Roma antigua, el movimiento hussita en Bohemia, la guerra de los campesinos de 1525, y Stenka Rasín y Pugachev en Rusia, ejemplos todos ellos con los que Askinasy trató de demostrar que el socialismo fue aceptado por las masas populares en Rusia por su sentido religioso. Esta idea la abordaría más profundamente años después, en 1934, en su estudio El problema del socialismo en México. En este último, con un análisis de escritores famosos y cánticos religiosos y populares, Askinasy intentó probar que "la Revolución de Octubre trocó en fanática religión la doctrina científica del socialismo".

## Trabajo periodístico y cruzada cultural cinematográfica
Escribió en el periódico La Vida Rusa, periódico de Helsingfords, pero pronto fue a Praga, en mayo de 1920, a trabajar como redactor de La Acción Rusa. Debido a las dificultades económicas en Praga, concibió allí una cruzada educativa y cultural a través del cine que llevaría a cabo en la Rutenia (Rusia Subcarpática); residió varios años en Uzgohorod, desde donde salía en un carrito por los poblados humildes y dio, así, más de 700 pequeñas conferencias sobre cine, presentando películas y documentales.
Escribió un folleto en checo sobre la Rutenia; otro sobre la Escuela Móvil, en 1922. Organizó una sociedad cultural, un teatro de ópera en Muchakov, que no funcionó por falta de recursos; participó con Slonim en un debate sobre la intelligentsia en Praga; envió colaboraciones a periódicos parisinos sobre la Rutenia y, por la sospecha de que pertenecía al partido comunista, salió desterrado rumbo a París en 1925.

## Vida en París: la serología y América Latina
A pesar de las grandísimas limitaciones, en París pudo estudiar serología con el doctor Nikolai Kossovitch y con el doctor R. Dujarric de la Rivière, del Instituto Pasteur. Con este curso, comenzó a analizar la posibilidad, prevista por Hirzfeld, de contribuir a resolver el antiquísimo problema acerca del origen de las razas humanas (actualmente denominadas etnias). Específicamente, en 1928 publicó, en París, un artículo sobre el arte antiguo americano.
Fue entonces, en esa ciudad europea, en 1928, sobre todo con motivo de la Exposición de las Artes Precolombinas de América, cuando comenzó a interesarse por las culturas latinoamericanas. En agosto de ese año comenzó a enviar trabajos sobre arte y literatura a periódicos latinoamericanos y españoles.

## Sobre la música y su viaje a México
En su libro La música como impresión y como expresión (París, 1928), una obra de difusión a nivel popular, Askinasy analizó ese arte y abordó distintas interpretaciones filosóficas al respecto, en particular las psicoanalíticas.
Conocedor profundo de diversas culturas originarias de México aun antes de trasladarse a este país, Askinasy escribió, a petición del presidente Emilio Portes Gil, un informe de cien páginas sobre cine educativo, que le envió en carta del 19 de abril de 1929. El secretario de Educación Pública, Ezequiel Padilla, lo invitó por telegrama a organizar una escuela auxiliada por el cine. Llegó a México el 7 de noviembre de 1929.
El gobierno mexicano le había encomendado la fundación de talleres cinematográficos para la producción de películas educativas, que se distribuirían por todo el país, con un presupuesto de medio millón de pesos. Desafortunadamente, las críticas periodísticas fueron tan duras en su contra que el presupuesto le fue negado y su imagen en México se destruyó. Una campaña periodística deshizo su prestigio. La Secretaría de Educación Pública dio entonces ese presupuesto a Jorge Enciso, el jefe del Departamento de Bellas Artes, quien dirigiría la campaña educativa cinematográfica. Al doctor Askinasy le tocaría únicamente un puesto técnico en ese departamento. En respuesta, escribió extensas cartas al gobierno federal para solicitar presupuesto, y logró que éste le encargara estudios concretos sobre las condiciones sociales y económicas de las poblaciones indígenas.
En el periódico El Nacional (originalmente El Nacional Revolucionario) Askinasy empezó a publicar, a partir de febrero de 1930, artículos filosóficos y de información cultural con un estilo ameno, sobre todo acerca de la literatura rusa (Dostoievsky, Chejov y Tolstoi), acerca de las circunstancias de la Revolución rusa, del teatro universal de Calderón de la Barca y de Shakespeare y del teatro contemporáneo. A partir de la segunda mitad de ese mismo año comenzaría, sin embargo, a abordar con pasión la realidad social y económica de México, los grupos indígenas y sus problemas. En el mes de mayo acordó con el periódico hacer un recorrido por el país y enviar, desde distintos puntos, sus observaciones y colaboraciones.
En junio de ese año partió rumbo a Mérida, y comenzó a dar conferencias allá acerca de educación rural, de Calderón y de Dostoyevsky.

## Obras
- Askinasy, S. (1908). El sexo y la personalidad. San Petersburgo.
- Askinasy, S. (1914). La vida y la obra de Ricardo Wagner. San Petersburgo.
- Askinasy, S. (1914). Ensayos sobre el arte. San Petersburgo.
- Askinasy, S. (1919). El origen del bolchevismo. Helsingfords, Finlandia.
- Askinasy, S. (1923). La educación por el cine. Uzhorod.
- Askinasy, S. (1928). La música como impresión y expresión. París.
- Askinasy, S. (1933). La escuela racionalista de Tabasco. México.
- Askinasy, S. (1934). El problema del socialismo en México. México.
- Askinasy, S. (1936). El problema agrario de Yucatán. México: Secretaría de Educación Pública.
- Askinasy, S. (1938). El mestizaje en América. México: Dirección General de Estadística.
- Askinasy, S. (1939). México indígena. México: Imprenta Cosmos.